# Jay North
Jay Waverly North (Hollywood, California, 3 de agosto de 1951 – Lake Butler, Florida, 6 de abril de 2025) fue un actor estadounidense. 

## Biografía
Comenzó su carrera como actor infantil a la edad de seis años, se convirtió en un nombre familiar durante la década de 1960 por su papel como el bien intencionado pero travieso Dennis Mitchell en la comedia de CBS Dennis the Menace, basada en la tira creada por Hank Ketcham.
Cuando era adolescente, tuvo papeles en las películas de MGM Zebra in the Kitchen y Maya, y tuvo un papel protagónico en una adaptación de la serie de televisión de NBC de la película, también titulada Maya. Ya adulto, se dedicó a la actuación de voz y doblaje para series de televisión animadas, prestando su voz a los papeles del Príncipe Turhan en Arabian Knights y al adolescente Bamm-Bam Rubble en Bamm-Bam and Pebbles.
Después de dejar el mundo de la actuación y hablar sobre una infancia problemática cuando era un joven actor,  comenzó a trabajar con su compañero ex estrella infantil Paul Petersen y la organización A Minor Consideration, usando sus propias experiencias como actor infantil para asesorar a niños y otras personas que trabajan en la industria del entretenimiento.

## Muerte
Murió el 6 de abril de 2025 a la edad de 73 años en su casa de Lake Butler, de cáncer colorrectal.

## Filmografía

### Cine
- El milagro de las colinas (1959)
- El gran operador (1959)
- Pepe (1960)
- Cebra en la cocina (1965)
- Maya (1966)
- El profesor (1974)
- Salvaje Oeste (1986)
- Dickie Roberts: Ex estrella infantil (2003)

### Televisión
- Cartoon Express con el ingeniero Bill (1957)
- Reina por un día (1958)
- El show de George Gobel (1958)
- El show de Eddie Fisher (1958)
- El show de Milton Berle (1958)
- Se busca: vivo o muerto (1958)
- 77 Sunset Strip (1959)
- Rescate 8 (1959)
- Cheyenne (1959)
- Bronco (1959)
- Colt .45 (1959)
- Sugarfoot (1959)
- Los detectives protagonizados por Robert Taylor (1959)
- El show de Ernie Ford en Tennessee (1959)
- El show de Ed Sullivan (1960)
- El show de Donna Reed (1960)
- La hora del esqueleto rojo (1960)
- El show de Chevy de Dinah Shore (1960)
- Fiesta en casa de Art Linkletter (1961)
- Dennis el Amenaza (1959–1963)
- Tren de carros (1964)
- El hombre de U. NORTE. O. L. Y. (1965)
- El show de Lucy (1966)
- Mis tres hijos (1966)
- Jericó (1966)
- Fantasma espacial/Niño dinosaurio (1966)
- Maya (1967–1968)
- Caballeros árabes (1968)
- Aquí viene el gruñón (1969-1971)
- Bamm-Bamm y Pebbles (1971)
- Lassie (1973)
- El honor del explorador (1980)
- Hospital General (1982)
- Nuestro tiempo (1985)
- No necesariamente las noticias (1988)
- Los Simpson (1999)